# Peter O'Leary
Peter O'Leary (Wellington, Nova Zelanda, 3 de març del 1972) és un àrbitre de futbol neozelandès.
O'Leary arbitra a la A-League i és àrbitre internacional FIFA des de 2003. Fins ara ha dirigit partits en grans esdeveniments com el Mundialet de clubs 2009. El febrer del 2010 va ser designat per arbitrar al Mundial 2010.
El març de 2013, la FIFA el va incloure en la llista de 52 àrbitres candidats per la Copa del Món de Futbol de 2014 al Brasil. El gener de 2014, la FIFA el va incloure a la llista definitiva d'àrbitres pel mundial.